# Skaftet och Falkemåla
Skaftet och Falkemåla var fram till 2010 en av SCB avgränsad och namnsatt småort i Västerviks kommun, Kalmar län. Småorten omfattade bebyggelse ligger söder om Västrum i Västrums socken. Efter 2005 existerar ingen bebyggelseenhet med detta namn.
1. ↑  Kodnyckel för SCB:s statistiska tätorter och småorter - Koppling mellan gammalt och nytt kodsystem, SCB, 11 november 2021, läs online.[källa från Wikidata]